# Jesper Brochmand (ämbetsman)
Jesper Brochmand, född 1488, död 1562, var en dansk ämbetsman.
Efter studier i Tyskland tjänstgjorde Brochmand vid det kungliga kansliet under kungarna Hans, Kristian II, Fredrik I och Kristian III. Han var med i Kristian II:s tåg till Stockholm 1520 och användes under 1520- och 1530-talen ofta i diplomatiska uppdrag, bland annat i de förhandlingar med Sverige, som ledde fram till fördraget i Brömsebro 1541.